# Upplands runinskrifter 171
Runinskrift U 171 är en runsten som står ute på en öppen åker i Bogesundslandet, Vaxholms kommun i Uppland.
Den från runor översatta inskriften lyder enligt nedan: 

## Inskriften
Translitterering av runraden:
kuni · lit · akua · stain · þi-a · iftiʀ · aunt · sun · sin · kuþan · auk · if(t)(i)- · s(i)(k) · sialfan · fasti risti runaʀ
Normalisering till runsvenska:
Gunni let haggva stæin þe[nn]a æftiʀ Øynd, sun sinn goðan, ok æfti[ʀ] sik sialfan. Fasti risti runaʀ.
Översättning till nusvenska:
Gunne lät hugga denna sten efter Önd, sin gode son, och efter sig själv. Faste ristade runorna.
Det är mycket sannolikt, att Gunne är samma man, som har låtit resa U 170 över sin son och över vilken U 167 är rest. Det innebär, att båda U 170 och U 171 inskrifterna är äldre än U 167.